# Sasa bitchuensis
Sasa bitchuensis är en gräsart som beskrevs av Tomitaro Makino. Sasa bitchuensis ingår i släktet sasabambu, och familjen gräs. Inga underarter finns listade i Catalogue of Life.